# Cope (álbum)
Cope es el cuarto álbum de estudio de la banda estadounidense de indie rock Manchester Orchestra. Fue lanzado el 1 de abril de 2014 a través de Loma Vista Recordings y el sello independiente de la banda, Favorite Gentlemen. El álbum fue producido por ellos mismos junto con su socio colaborador de mucho tiempo, Dan Hannon, y mezclado por John Agnello en Fluxivity Studios en Brooklyn.
El primer sencillo del álbum, "Top Notch", fue lanzado el 20 de enero de 2014. El segundo sencillo del álbum, "Every Stone", fue lanzado el 25 de febrero de 2014.

## Lista de canciones
| N.º | Título                     | Duración |  |
| 1.  | «Top Notch»                | 3:21     |  |
| 2.  | «Choose You»               | 3:14     |  |
| 3.  | «Girl Harbor»              | 3:22     |  |
| 4.  | «The Mansion»              | 3:20     |  |
| 5.  | «The Ocean»                | 3:19     |  |
| 6.  | «Every Stone»              | 3:38     |  |
| 7.  | «All That I Really Wanted» | 3:02     |  |
| 8.  | «Trees»                    | 3:09     |  |
| 9.  | «Indentions»               | 3:49     |  |
| 10. | «See It Again»             | 4:02     |  |
| 11. | «Cope»                     | 3:48     |  |

| iTunes bonus tracks |                                     |          |  |
| N.º                 | Título                              | Duración |  |
| 12.                 | «Never Really Been Another Way Out» | 3:06     |  |
| 13.                 | «After the Scripture»               | 4:34     |  |